# Mycetobia divergens
Mycetobia divergens är en tvåvingeart som beskrevs av Walker 1856. Mycetobia divergens ingår i släktet Mycetobia och familjen fönstermyggor. Inga underarter finns listade i Catalogue of Life.